# Летисия Ортис
Летисия Ортис Рокасолано, кралицата на Испания, (на испански: Letizia Ortiz Rocasolano) е съпругата на настоящия испански крал – Фелипе VI.

## Биография
Доня Летисия, по рождение Летисия Ортис Рокасолано, е родена на 15 септември 1972 г. в испанския град Овиедо в семейството на журналиста Хесус Хосе Ортис Алварес и медицинската сестра Мария де ла Палома Рокасолано Родригес. Летисия е най-голямото дете в семейството и има две по-малки сестри – Телма и Ерика. През 1999 г. родителите на Летисия се развеждат, след което през 2000 г. баща ѝ се жени повторно.
Първоначално Летисия учи в родния си град, а след като семейството ѝ се премества в Мадрид, тя се записва в мадридската гимназия Рамиро де Маесто. По-късно придобива бакалавърска степен по Информация, дял на журналистиката, от Мадридския университет Комплутенсе, както и магистърска степен по Аудиовизуална журналистика в Института по журналистика. По време на обучението си Летисия Ортис работи във вестник „Ля Нуева Еспаня“, а след това – във вестник „ABC“ и агенция „EFE“. След като приключва образованието си, тя прекарва известно време в Гуадалахара, Мексико, където работи за вестник „Siglo XXI“.
След като се завръща в Испания, работи известно време в канал „Bloomberg“ преди да се прехвърли в „CNN+“. През 2000 Летисия започва работа за испанската телевизия „TVE“, където работи в новия канал „24 час“. През август 2003 г., малко преди годежа си за Дон Фелипе Испански, Летисия е назначена за водеща в най-гледаната испанска новинарска емисия „Telediatio2“. През 2000 г. Летисия Ортис е кореспондент на „TVE“ във Вашингтон специално за президентските избори в САЩ, а след атентатите от 11 септември 2001 г. тя предава директно и от Кота нула в Ню Йорк. През 2003 г. Летисия излъчва и репортажи от войната в Ирак.
На 6 август 1998 г. в Бадахос Летисия Ортис се омъжва за Алонсо Гереро Перес – писател и преподавател по литература, който е и неин бивш учител. Двамата обаче се развеждат през 1999 г.
На 1 ноември 2003 г., за изненада на всички, от двореца официално обявяват годежа на Летисия Ортис за принца на Астуриас. Скоро след това Летисия се премества да живее в двореца Сарсуела, където пребивава до деня на сватбата.
Сватбената церемония на Летисия и Дон Фелипе се състои на 22 май 2004 г. в мадридската катедрала „Санта Мария ла Реал де ла Алмудена“. Сватбата на престолонаследника се превръща в събитие на годината за Испания и е предавана пряко по телевизията. Тъй като предишният брак на булката е бил скрепен само с гражданска церемония, Католическата църква не се противопоставя на брака на Дон Фелипе и Летисия. След церемонията Летисия Ортис приема титлата Принцеса на Астуриас и се премества в резиденцията на съпруга си.
На 18 юни 2014 старият испански крал Хуан Карлос I абдикира в полза на сина си Фелипе, който на 19 юни 2014 г. полага клетва като крал на Испания. Така Летисия заема мястото на свекърва си София като нова кралица на Испания.

## Семейство
Фелипе VI и Летисия имат две дъщери:
- Инфанта Леонор де Тодос лос Сантос де Бурбон Ортис, принцеса на Астурия (родена на 31 октомври 2005 г.), която е първа в листата на унаследяване на испанския престол. Нейното раждане е напът да доведе до промяна в испанската конституция от 1979 г., която да ликвидира предимството на мъжете пред по-големите им сестри при наследяването на испанския престол.
- Инфанта София де Тодос лос Сантос де Бурбон Ортис (родена на 29 април 2007 г.)